# États des montagnes

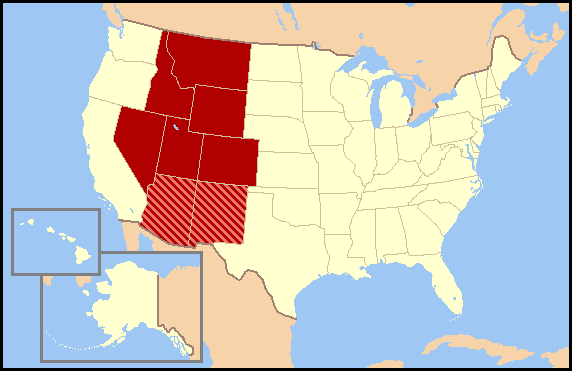
Carte mettant en valeur les États des montagnes.

Les États des montagnes (en anglais  Mountain States ou Mountain West) forment une région à l'Ouest des États-Unis, officiellement reconnue par le Bureau du recensement des États-Unis. Cette expression désigne les États américains situés dans les montagnes Rocheuses et inclut généralement les États de l'Idaho, du Montana, du Wyoming, du Nevada, de l'Utah, et du Colorado. L'Arizona et le Nouveau-Mexique sont parfois ajoutés à cette liste.

## Géographie humaine
La faible densité de population caractérise cette région. Les centres urbains les plus importants se trouvent sur les périphéries de la région (Phoenix, Denver, Las Vegas, Colorado Springs). Toutefois, certains centres urbanisés, de tailles plus modestes, se trouvent au centre de la région (Boise, Salt Lake City).

## Démographie
Selon l'American Community Survey, en 2010 78,60 % de la population âgée de plus de 5 ans déclare parler l'anglais à la maison, 15,72 % déclare parler l'espagnol, 0,83 % le navajo et 4,85 % une autre langue.